# Санта-Мария (культура)

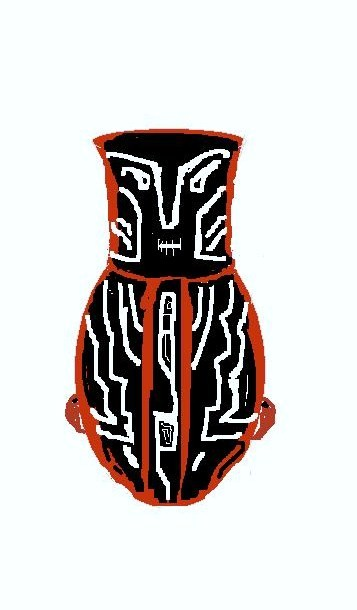
Погребальная урна, культура Санта-Мария (56 см x 32 см)

Культура Санта-Мария существовала на территории современной Аргентины на северо-западе провинции Катамарка в период 1200—1470 н. э., в основном в долинах Кальчакиес и Йокавиль. По-видимому, была основана народом диагита, проживавшем в данном регионе со времён возникновения данной культуры.
В сельском хозяйстве использовали террасное земледелие и ирригационные системы, что позволяло им прокормить достаточно большое количество населения. Среди культивируемых растений были: кукуруза, картофель, фасоль, киноа и тыква. Кроме того, собирали плоды рожкового дерева и Geoffroea decorticans семейства бобовых. В качестве вьючных животных использовали ламу гламу, вели караванную торговлю с удалёнными народами.
Обрабатывали металлы — медь, золото и серебро, изготавивали достаточно сложные металлические изделия. Также изготавливали крупные декорированные керамические сосуды, которые использовали как погребальные урны.
Во главе общества находилась наследственная знать, на вершине иерархии находились воины и жрецы-шаманы.
Проживали в небольших посёлках, внутри холмов и в отдельных домах, расположенных вдоль рек. Жилища строили из камня. Строили также оборонительные сооружения, известные как пукара.
Около 1430 г. в контакт с данной культурой вступили носители языка кечуа из Анд, что привело к политическим изменениям в регионе.
К моменту прибытия инков, а также какое-то время после испанского завоевания в регионе проживали народы, говорившие на языке какан — йокавиль, кальчаки, амаича, ангиньяо, кафайяте и энкалилья.
Инки захватили данный регион и образовали на его территории две провинции, Чикоана и Кири-Кири).
Одновременно с культурой Санта-Мария в регионе существовали и другие подобные культуры:

## Культура Белен (Belén)
Существовала в регионе Белен в аргентинской провинции Катамарка вдоль реки Уальфин. Существовала в период 1000—1450 гг. н. э. в долинах Абаукан, Уальфин и в низине Пипанако.
Беленцы использовали бронзу для изготовления топоров и других изделий.

## Культура Санагаста (Sanagasta)
Центр культуры Санагаста или Ангуаласто находился на территории современной провинции Ла-Риоха в Аргентине. Влияние культуры распространялось до территории современной провинции Сан-Хуан.

## Культура Уальфин (Hualfín)
Существовала в период 850—1450 н. э.